# Jadwiga Zaleska
Jadwiga Leontyna Zaleska, herbu Jelita, ps. „Wiga”, „Janina Toruńska” (ur. 5 grudnia 1900 w Sanoku, zm. 25 stycznia 1993 tamże) – polska nauczycielka, pedagog, harcmistrzyni, podczas okupacji niemieckiej 1939–1945 działała w Armii Krajowej, Wojskowej Służbie Kobiet i organizowała tajne nauczanie.

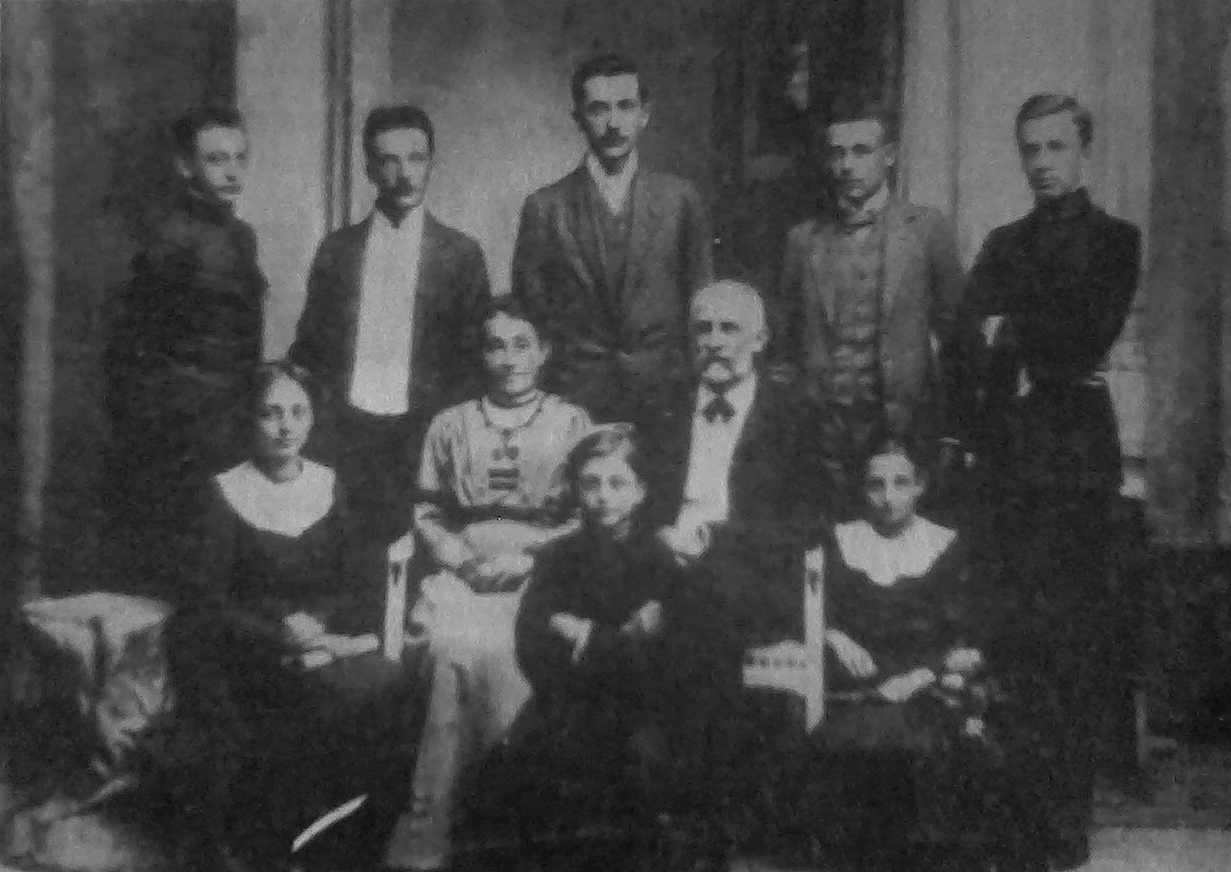
Rodzina Zaleskich (ok. 1906-1912)

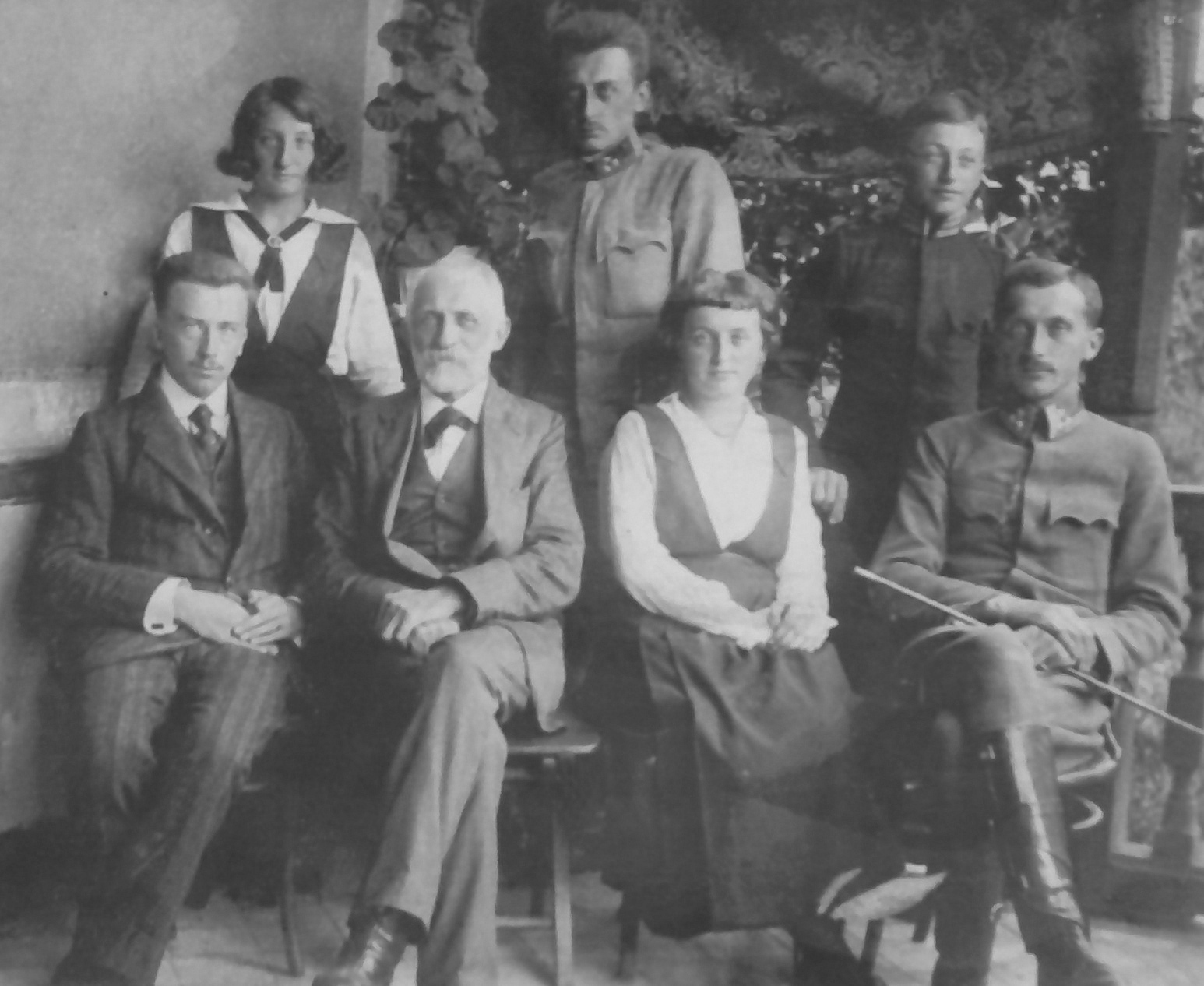
Rodzina Zaleskich (ok. 1912-1918)

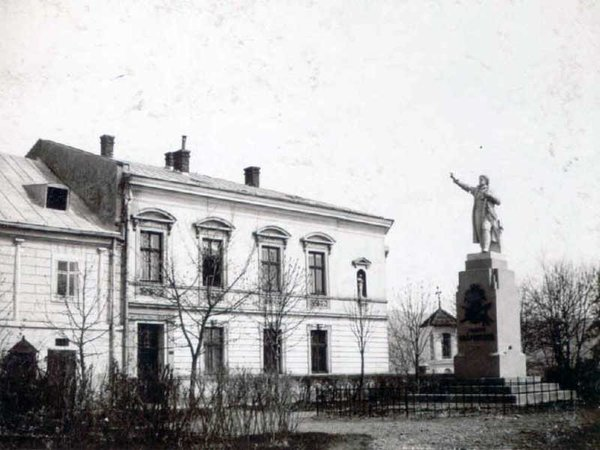
Willa Zaleskich w Sanoku w 1. poł. XX wieku. Widok od strony placu św. Jana i nieistniejący pomnik Tadeusza Kościuszki

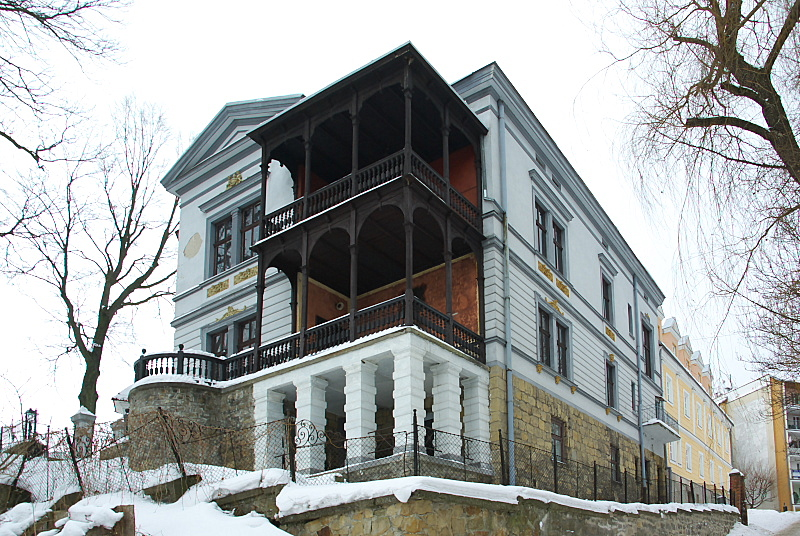
Willa Zaleskich w Sanoku (stan obecny od północy)

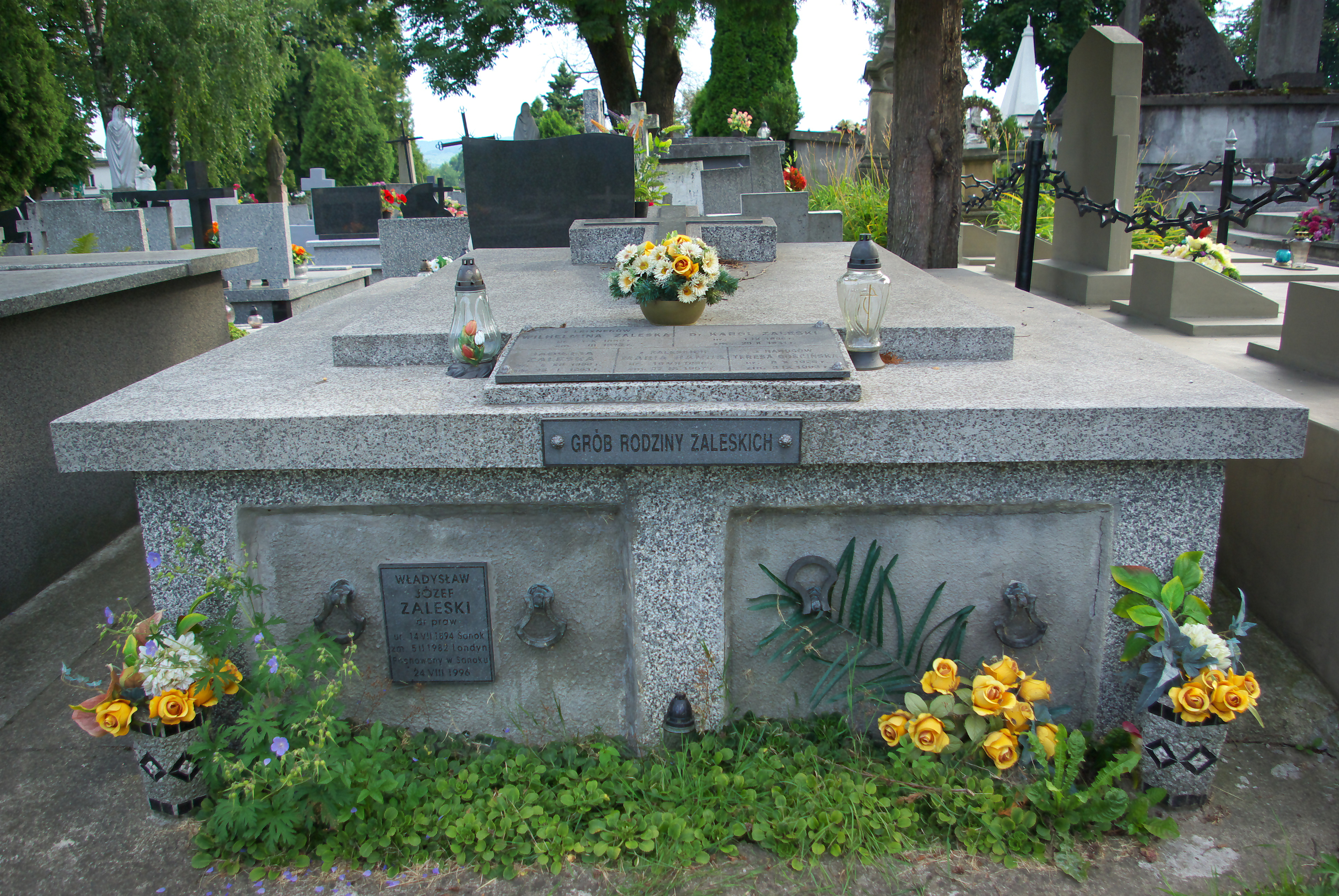
Grobowiec rodziny Zaleskich w Sanoku

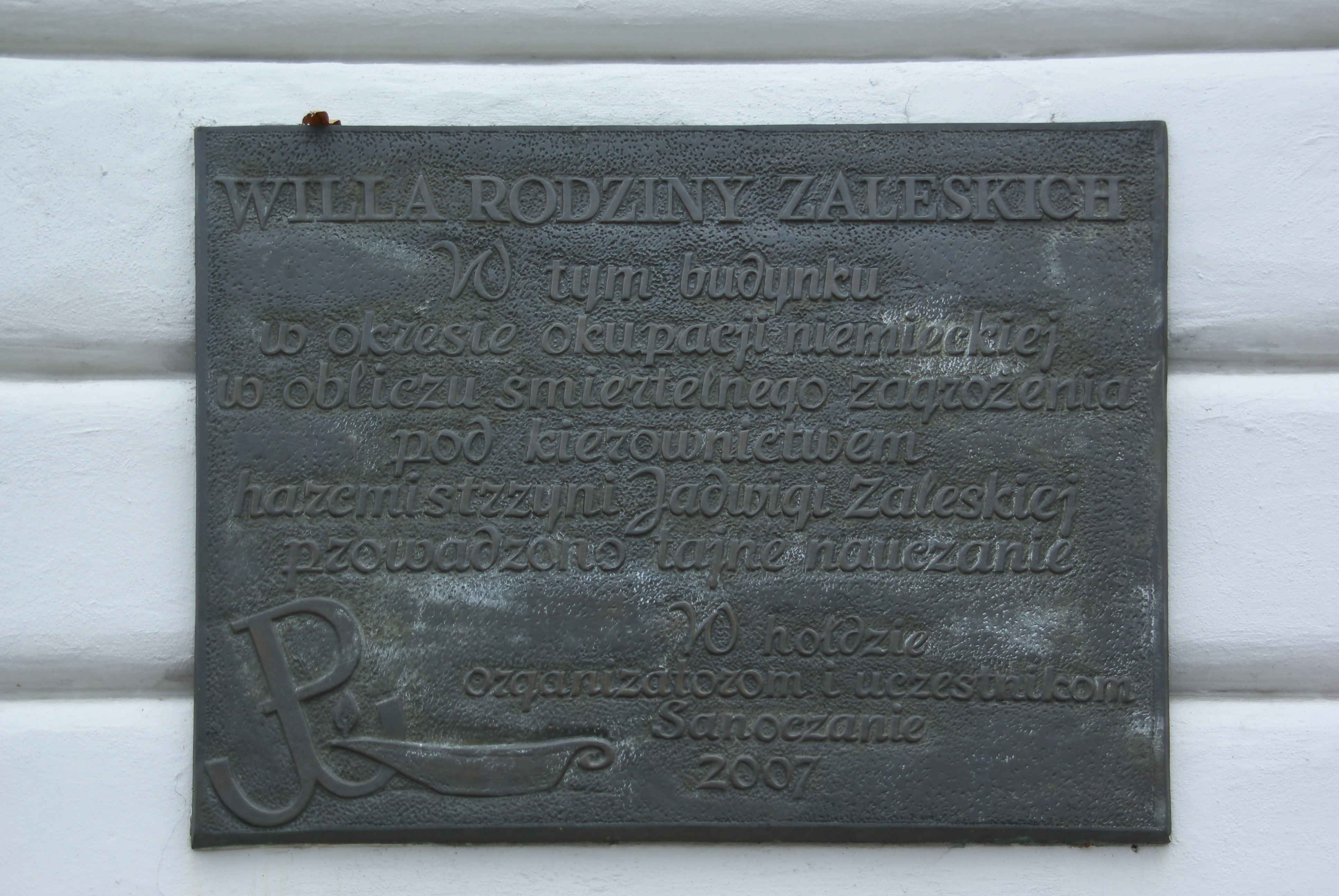
Tablica upamiętniająca Zaleską i tajne nauczanie w Sanoku

## Życiorys
Jadwiga Leontyna Zaleska urodziła się 5 grudnia 1900 w Sanoku. Była wnuczką Ludwika Zaleskiego z Mikuliczyna, powstańca listopadowego, córką lekarza i społecznika dr. Karola Zaleskiego (1856–1941) i nauczycielki Wilhelminy z domu Leixner (1859–1912). Miała ośmioro rodzeństwa (sześciu braci i dwie siostry), byli to kolejno: Tadeusz (ur. 1887), Juliusz (ur. 1888), Karol (ur. 1890), Zygmunt Jan (ur. 1892), Władysław (ur. 1894), Maria Elżbieta (ur. 1896), po mężu Hanus), Jakub (ur. 1899) i Zofia Ludwika (1903–1906, zmarła w dzieciństwie na zapalenie opon mózgowych). Rodzina zamieszkiwała w tzw. Willi Zaleskich. Dwóch z jej braci, Juliusz i Jakub, w 1940 zostali ofiarami zbrodni katyńskiej.
Jadwiga Zaleska uczęszczała do czteroklasowej Szkoły Wydziałowej w Sanoku, a następnie do Państwowego Gimnazjum im. Królowej Zofii w Sanoku, gdzie w czerwcu 1919 jako prywatystka (hospitantka) z odznaczeniem zdała egzamin dojrzałości. 
Podczas nauki szkolnej, także w trakcie I wojny światowej, była zaangażowana w działalność organizowanego i współkierowanego przez siebie stowarzyszenia Jaskółka, działającego w kierunku pracy patriotyczno-charytatywno-społecznej oraz szerzenia oświaty i umacniania świadomości narodowej, zrzeszającego panny tj. uczennice hospitantki Gimnazjum Męskiego. Podczas wojny polsko-bolszewickiej była czynna w służbie oświatowej i pomocniczej na rzecz Wojska Polskiego. W Sanoku kierowała Żeńską Drużyną Sokolą (w powiązaniu z tą działalnością utarł się jej przydomek „Sokolica”).
Od 1921 do 1924 studiowała na Wydziale Filozoficznym Uniwersytetu Jana Kazimierza we Lwowie, na którym ukończyła polonistykę i romanistykę oraz Państwowy Kurs Wychowania Fizycznego. Następnie zdała egzamin pedagogiczny i otrzymała tytuł nauczyciela szkół średnich przedmiotu wychowania fizycznego, po czym rozpoczęła pracę w sanockich szkołach: Państwowym Gimnazjum Męskim i Miejskim Prywatnym Seminarium Nauczycielskim Żeńskim (prowadziła zajęcia ćwiczeń cielesnych). W latach 20. była sekretarzem zarządu kobiecego klubu sportowego „San” w Sanoku. Od 1927 do 1928 nauczała wychowanie fizyczne w Seminarium Nauczycielskim im. Stanisława Wyspiańskiego we Lwowie, potem od 1928 do 1930 pracowała jako wykładowca historii i metodyki wychowania fizycznego oraz główna instruktorka i przełożona w Oddziale Żeńskim Centralnego Instytutu Wychowania Fizycznego w Warszawie. Uchwałą z 1929 został uznany przynależnym do gminy Sanok. W dziedzinie wychowania fizycznego kształciła się nadal, w tym zagranicą w 1930 w Lund (Szwecja) i Ryslinge (Dania) w ramach instytutów gimnastycznych Skandynawskiego Związku Gimnastyki Kobiecej. W Warszawie w 1931 zaangażowała się w harcerstwo, w 1931 złożyła przyrzeczenie harcerskie w Związku Harcerstwa Polskiego. W 1932 została przeniesiona do Wolnego Miasta Gdańska (delegowanie do pracy tam stanowiło w latach 30. wyróżnienie dla nauczyciela), gdzie była wśród czworga pedagogów w Gimnazjum Polskim Macierzy Szkolnej i pracowała tam jako nauczycielka języka polskiego i wychowania fizycznego w 1930 oraz od 1932 do 1937 (w tej szkole pracowali byli profesorowie z sanockiego gimnazjum, Jan Augustyński, który był dyrektorem i Michał Urbanek, a także wychowanek sanockiego gimnazjum, Bronisław Gaweł). Jednocześnie funkcjonowała kolejno jako opiekunka drużyn gimnazjalnych, członek komendy hufca, a od kwietnia do listopada 1937 jako komendantka Chorągwi Gdańskiej Harcerek. Pod koniec lat 30. przez dwa lata była nauczycielką w Gimnazjum i Liceum im. Królowej Jadwigi w Toruniu; tam pracowała równocześnie jako okręgowa instruktorka wychowania fizycznego, harcerstw i Przysposobienia Wojskowego kobiet w ramach Kuratorium Okręgu Szkolnego Pomorze w Toruniu.
Po wybuchu II wojny światowej w pierwszych dniach kampanii wrześniowej w randze komendantki Pogotowia Wojennego Harcerek kierowała powołanymi punktami w zakresie informacji, dostarczania żywności i środków sanitarnych oraz ewakuacji ludności na toruńskim dworcu kolejowym. Następnie, po kapitulacji Polski, zdecydowała się na powrót do rodzinnego Sanoka – piesza wędrówka zajęła jej trzy tygodnie. W czasie trwającej okupacji niemieckiej 1939–1945 pracowała jako nauczycielka w otwartej w styczniu 1941 przez Niemców tzw. Polskiej Szkole Handlowej (Polnische Öffentliche Handelsschule). Przed domem Zaleskich na plac św. Jana stał Pomnik Tadeusza Kościuszki, w którego ustanowienie w 1902 zaangażowany był ojciec Jadwigi. Po wybuchu wojny Zaleski uzyskał od niemieckich władz okupacyjnych obietnicę pozostawienia pomnika, jednak po jego śmierci 20 lutego 1941, mimo czynnego protestu i oporu Jadwigi Zaleskiej (usiadła na cokole i nie chciała go opuścić) wyrażonego wobec ówczesnego komisarza miasta (Stadtkommisar) Josefa Märkla, monument został zniszczony przez okupantów. 24 kwietnia 1941 decyzją Powiatowej Urzędu Szkolnego (Kreisschulamt) została przez Niemców zwolniona ze stanowiska nauczycielki w Szkole Handlowej. Ponadto Niemcy w ramach represji zlikwidowali prowadzoną przez nią w domu szkołę rytmiki oraz wywieźli do obozu Auschwitz-Birkenau jej siostrzeńca, 16-letniego Juliana Hanusa, który tam poniósł śmierć. W związku z tym tego Jadwiga Zaleska przez kilka miesięcy ukrywała się poza Sanokiem. Po pewnym czasie powróciła do miasta i zaangażowała się w działalność tajnego nauczania. Wykorzystując fakt, że rodzinnym domu funkcjonował niemiecki urząd szkolny (Schulamt), zorganizowała w jego pomieszczeniach ośrodek tajnego nauczania (funkcjonując w tej działalności pod pseudonimem „Janina Toruńska”), do którego zarówno pozyskiwała i gromadziła nauczycieli, jak również namawiała uczniów (w grupie działało 16 profesorów, zaś nauczanie odbierało ok. 100 uczniów; w tym rejonie w tajnym nauczaniu istotne rolę odgrywali także Józef Stachowicz, Zofia Skołozdro, Władysław Szombara). Ostatnia matura w willi Zaleskich miała miejsce w sierpniu 1944 przed wkroczeniem wojsk sowieckich do miasta. Ponadto podczas okupacji współdziałała w ramach przerzutów transgranicznych na teren Węgier. Ponadto działała w ramach Obwodu Związku Walki Zbrojnej-Armii Krajowej Sanok (OP-23), gdzie pod pseudonimem „Wiga” kierowała Tajną Organizację Harcerek - łączniczek, była zaangażowana w przerzut oficerów polskich poza granice okupowanego kraju oraz pełniła funkcję komendantki (referentki) tajnej drużyny harcerek w Wojskowej Służbie Kobiet (WSK).
U kresu wojny w 1944 współtworzyła Komitet Odbudowy Gimnazjum (wraz z nią m.in. Zofia Skołozdro i Jan Świerzowicz), w budynku którego stacjonowały wojska sowieckie. Powstałe gremium skierowało do Józefa Stalina telegram z prośbą o opuszczenie gmachu szkoły przez wojska Armii Czerwonej, zaś interwencja zakończyła się oddaniem budynku. Po reaktywacji szkoły była w nim nauczycielką wychowania fizycznego, łaciny i języka polskiego w roku szkolnym 1944/1945. Następnie ponownie wyjechała do Torunia, gdzie od 1945 do 1950 pracowała jako okręgowa instruktorka, a także wizytatorka w zakresie wychowania fizycznego, przysposobienia obronnego w Kuratorium Oświaty w Toruniu. W 1949 na Wydziale Humanistycznym Uniwersytetu Mikołaja Kopernika w Toruniu ukończyła swój trzeci kierunek studiów uzyskując tytuł magistra filozofii oraz dyplom nauczyciela szkół średnich w zakresie pedagogiki i propedeutyki filozofii. Jej promotorem był prof. Kazimierz Sośnicki (przed laty nauczający w sanockim gimnazjum). W latach 1949–1953 była zatrudniona w kierowanej przez niego Katedrze Pedagogiki jako asystentka, później starsza asystentka. Wówczas rozpoczęła przewód doktorski na temat prac i dokonań Komisji Edukacji Narodowej, którego nie ukończyła z powodu konieczności powrotu do Sanoka przez wzgląd na chorobę siostry Marii.
Po powrocie w 1953 przez ponad dekadę do 1964 była kierowniczką biblioteki szkolnej w Technikum Przemysłu Samochodowego w Sanoku. W okresie tej pracy organizowała także wystawy szkolne wykorzystując pamiątki po ojcu, a także krzewiła kulturę czytelniczą. Rozwijała wśród uczniów czytelnictwo, organizowała odczyty, wieczornice, wystawy. Po reorganizacji w strukturach ZHP, od 29 grudnia 1956 pełniła funkcję zastępcy do spraw harcerek Komendy Hufca ZHP w Sanoku. 25 kwietnia 1957 skierowała do Rady Narodowej w Sanoku list z apelem o odbudowę pomnika Tadeusza Kościuszki na placu św. Jana. Po 1956 popierała ideę ponownego wzniesienia pomnika Tadeusza Kościuszki w pierwotnym miejscu (pomysł wsparł m.in. Edmund Słuszkiewicz), lecz ostatecznie w 1962 nowy monument stanął w innym miejscu.
W 1964 odeszła na emeryturę, lecz nadal pozostawała aktywna, m.in. wspierając tworzenie prac dyplomowych i magisterskich dotyczących Sanoka i okolic, prowadząc zajęcia wychowawcze dla młodzieży szkolnej oraz współpracując z harcerstwem sanockim. Zajmowała się także własną pracą naukową, publikowała w czasopismach pedagogicznych, w ramach „Polskiego Słownika Biograficznego”, w wydaniach „Rocznika Sanockiego”, w piśmie „Bóg i Ojczyzna” wydawanym przez Hufiec Harcerski w Sanoku (redagował go Michał Urbanek). Prowadziła korespondencję z osobistościami profesorskimi: Kazimierzem Sośnickim, Janem Parandowskim, Henrykiem Baryczem, Kazimierzem Wyką, Stefanią Skwarczyńską, braćmi Adamem i Tadeuszem Vetulanim. Publikowała, w tym artykuły na temat sanockiego drukarza, Karola Pollaka.
Działała na polu społecznym. Był członkiem działającego przy sanockiej bibliotece od 1956 Koła Miłośników Książki. W 1968 wyraziła sprzeciw wobec narzuconej zmianie nazwy Placu św. Jana na Plac im. Hanki Sawickiej (przemianowania dokonano w latach 50.); protestowali także Mieczysław Przystasz i Stefan Stefański, którzy za to zostali zwolnieni ze swoich stanowisk). Należała do Polskiego Towarzystwa Gimnastycznego „Sokół”, Klubu Inteligencji Katolickiej, Związku Nauczycielstwa Polskiego (sekcja emerytów), Towarzystwa Psychologicznego, Polskiego Komitetu Opieki Społecznej, Towarzystwa Upiększania Miasta Sanoka. Ponadto organizowała zjazdy koleżeńskie i doskonalenie umysłowe. Prywatnie do późnych lat starości była aktywna fizycznie, regularnie pielęgnowała wycieczki piesze w okolice miasta oraz łyżwiarstwo (uprawiała ten sport jeszcze po 80. roku życia).
Jako spadkobierczyni dorobku i majątku ojca przekazała jego księgozbiór lekarski na rzecz Akademii Medycznej w Poznaniu, a pamiątki dotyczące miasta Sanoka na rzecz tamtejszych Muzeum Historycznego i Muzeum Budownictwa Ludowego, ponadto odczytała rękopis wspomnień ojca.
Zmarła 25 stycznia 1993 w Sanoku. Została pochowana w grobowcu rodzinnym na cmentarzu przy ul. Rymanowskiej w Sanoku.

## Publikacje
- Karol Pollak – drukarz sanocki i dzieje jego drukarni w Sanoku (Rocznik Sanocki 1963)[48]
- Karol Pollak – typographus sanocensis i dzieje jego drukarni (Rocznik Sanocki 1986)
- Rozdziały: Wspomnienia z lat okupacji, Senne marzenia jeńców wojennych, Dzieje harcerstwa żeńskiego w Gimnazjum Polskim w byłym Wolnym Mieście Gdańsku w latach 1922–1939 w: Księga Pamiątkowa Gimnazjum Polskiego Macierzy Szkolnej w Gdańsku 1922–1939 (Gdańsk 1989)

## Odznaczenia i wyróżnienia
- Krzyż Kawalerski Orderu Odrodzenia Polski (1985, „za wybitne zasługi w działalności społecznej i pracy zawodowej”)[49][50]
- Medal Komisji Edukacji Narodowej[3]
- Złota Odznaka ZNP[3]
- Medal z okazji 75-lecia sanockiego harcerstwa[3]
- „Jubileuszowy Adres” (1984)[51]
- Krzyż „Za Zasługi dla ZHP” (1989)[52].
- W 2007 na południowej elewacji willi Zaleskich została umieszczona tablica upamiętniająca tajne nauczanie prowadzone w budynku przez Jadwigę Zaleską podczas okupacji niemieckiej (inicjatorką jej ustanowienia była Anna Taworska-Strzelecka).